# Arcipelago Kodiak
L'arcipelago Kodiak è un gruppo di isole in Alaska, Stati Uniti d'America, circa 405 km a sud di Anchorage, nel golfo dell'Alaska; amministrativamente appartengono al Borough di Kodiak Island. L'isola maggiore è l'isola Kodiak, per grandezza, la seconda degli Stati Uniti, scoperta nel 1763 da Stefano Glotov.

## Geografia
L'arcipelago si trova in un'area lunga circa 285 km e larga 108 km, dalle isole Barren a nord, all'isola Chirikof e il gruppo Semidi a sud, ed ha una superficie totale di terreno di 13.890 km². L'arcipelago contiene circa 40 piccoli ghiacciai; gran parte del suo territorio è coperto da foreste e fa parte del Kodiak National Wildlife Refuge (parco nazionale Kodiak).

## Le isole dell'arcipelago
- Afognak - seconda in ordine di grandezza
- Aiaktalik
- Ban
- Isole Barren - le più settentrionali
  - Ushagat
  - East Amatuli
  - West Amatuli
- Chirikof - la più meridionale
- Dark
- Geese
- Isola Kodiak - l'isola maggiore
- Isola Marmot - la più orientale
- Near
- Raspberry
- Isole Semidi - le più occidentali
  - Aghiyuk
  - Anowiki
  - Chowiet
  - Kateekuk
  - Kiliktagik
- Shuyak
- Sitkalidak
- Spruce
- Sundstrom
- Isole Trinity
  - Tugidak
  - Sitkinak
- Two-Headed
- Ugak
- Isola Whale
- Woody